# Заплава-1
Запла́ва-1 — лісовий заказник місцевого значення. Розташований у Краматорському районі Донецької області. Статус заказника присвоєно рішеннями облвиконкому № 276 27 червня 1984, № 310 від 21 червня 1972. Площа — 590 га. З заплавою-1 працює Маяцьке лісництво. Являє собою заплавний дубовий ліс.
У 2010 р увійшов до складу Національного природного парку «Святі гори».